# William Krause
William Krause (* 18. November 1875 in Dresden; † 30. Juni 1925 ebenda) war ein deutscher Maler.
William Krause, der in den Jahren 1902 bis 1912 die Sommermonate über in Schleife lebte, fand in der sorbischen und oberlausitzischen Kultur sowie im Brauchtum eine große Anzahl an Eindrücken, die er in seinen Werken verewigte. Seine Gemälde zeigen das alltägliche Leben der Sorben, aber auch deren Festumzüge und Hochzeiten. 
Im Jahr 1906 trat Krause als erster deutscher Künstler der Maćica Serbska bei.

## Werke (unvollständig)

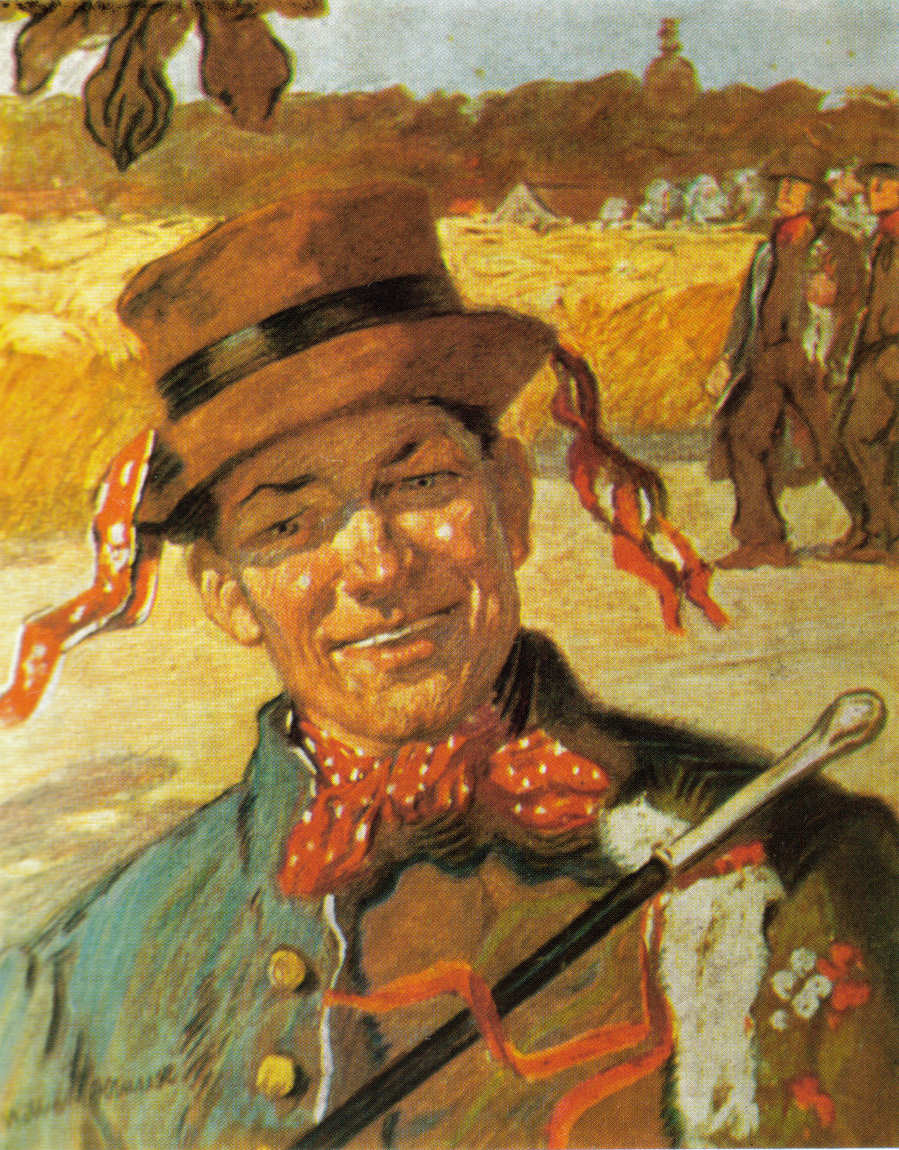
Sorbischer Hochzeitszug (1905)
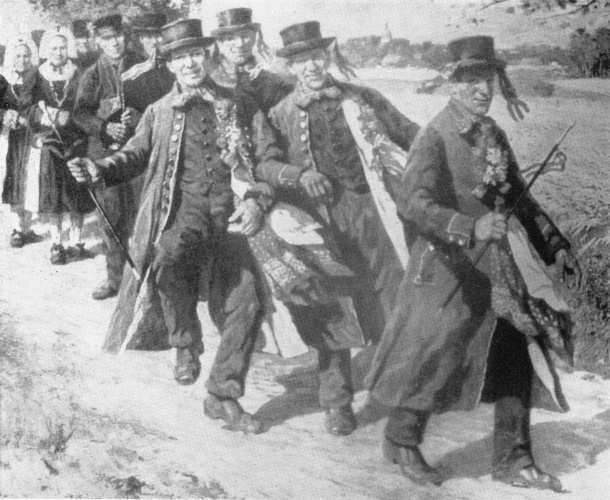
Sorbischer Hochzeitszug (1905)
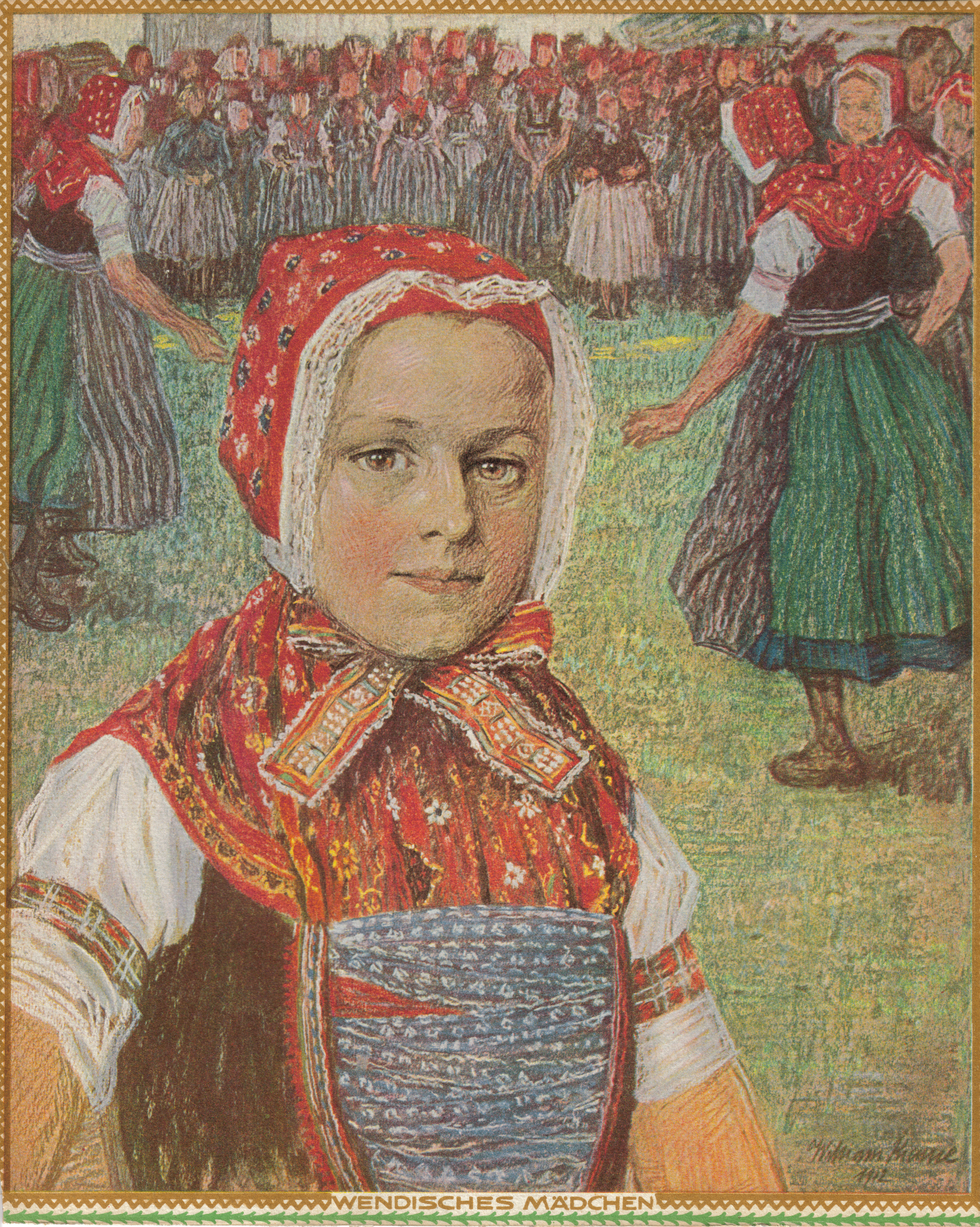
Wendisches Mädchen (1912), in Schleifer Tracht